# Szobormozdony

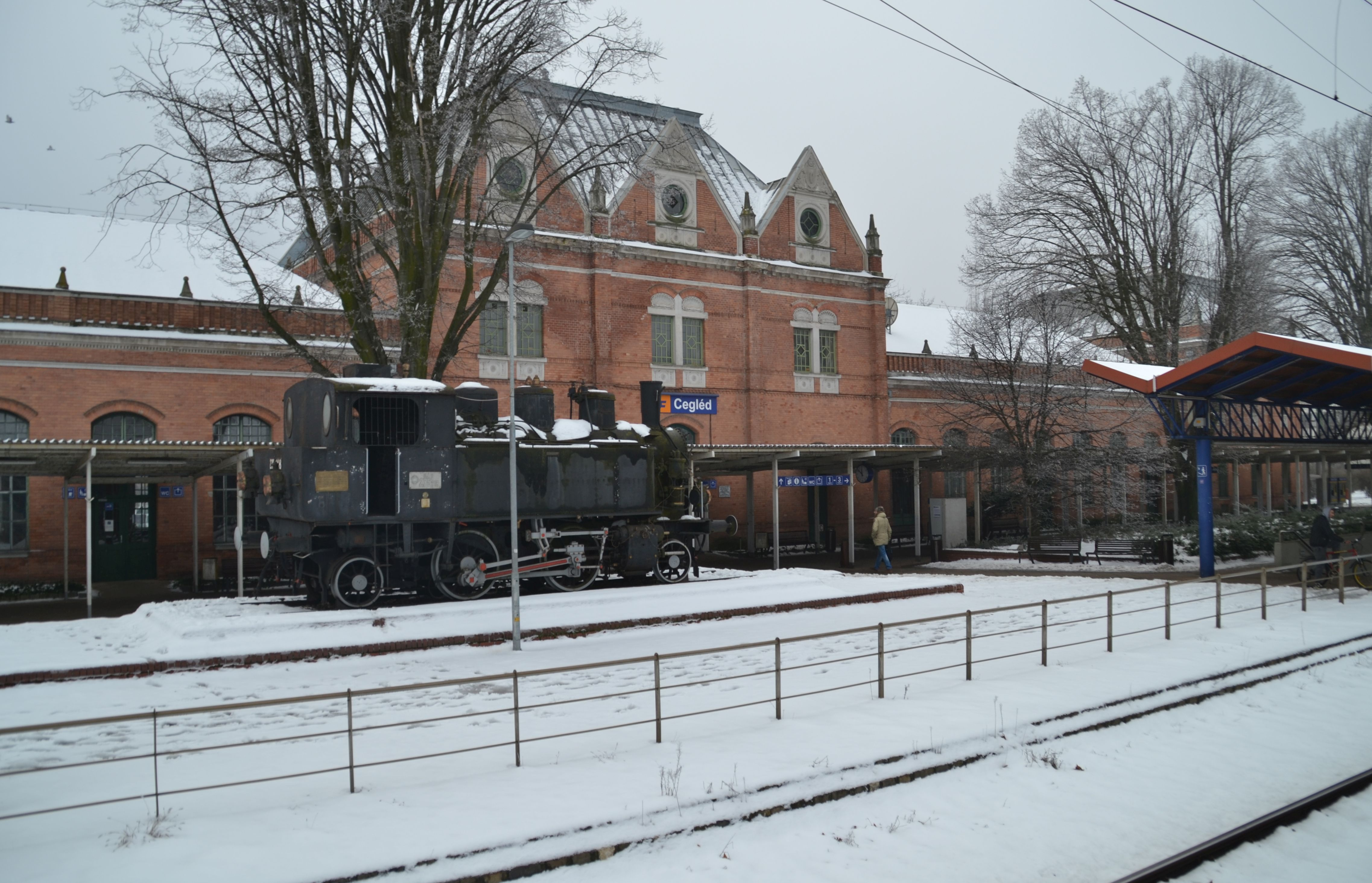
Cegléd vasútállomás télen, a kiállított szobormozdony egy MÁV 275 sorozatba tartozó gőzmozdony

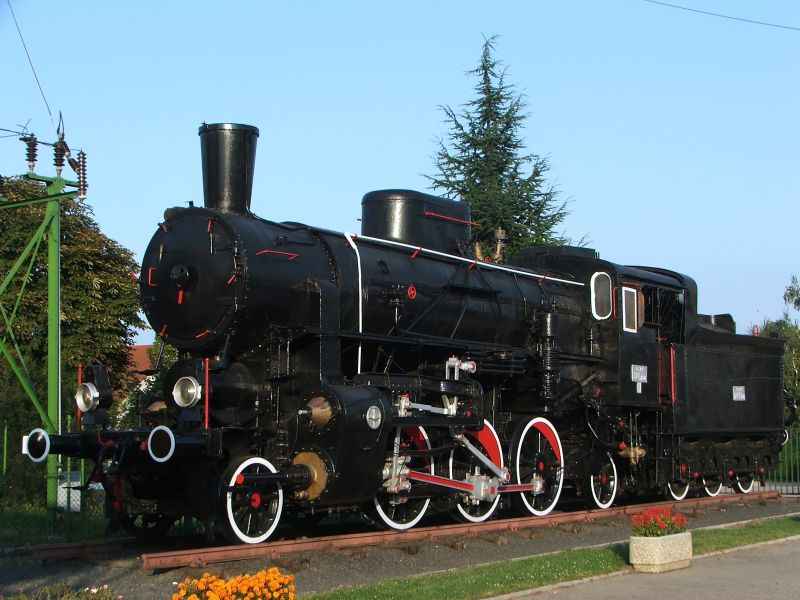
A 324.1518 pályaszámú gőzmozdony hegesztett kazánnal és csillagfúvóval felszerelve Sopron GYSEV pályaudvaron kiállítva

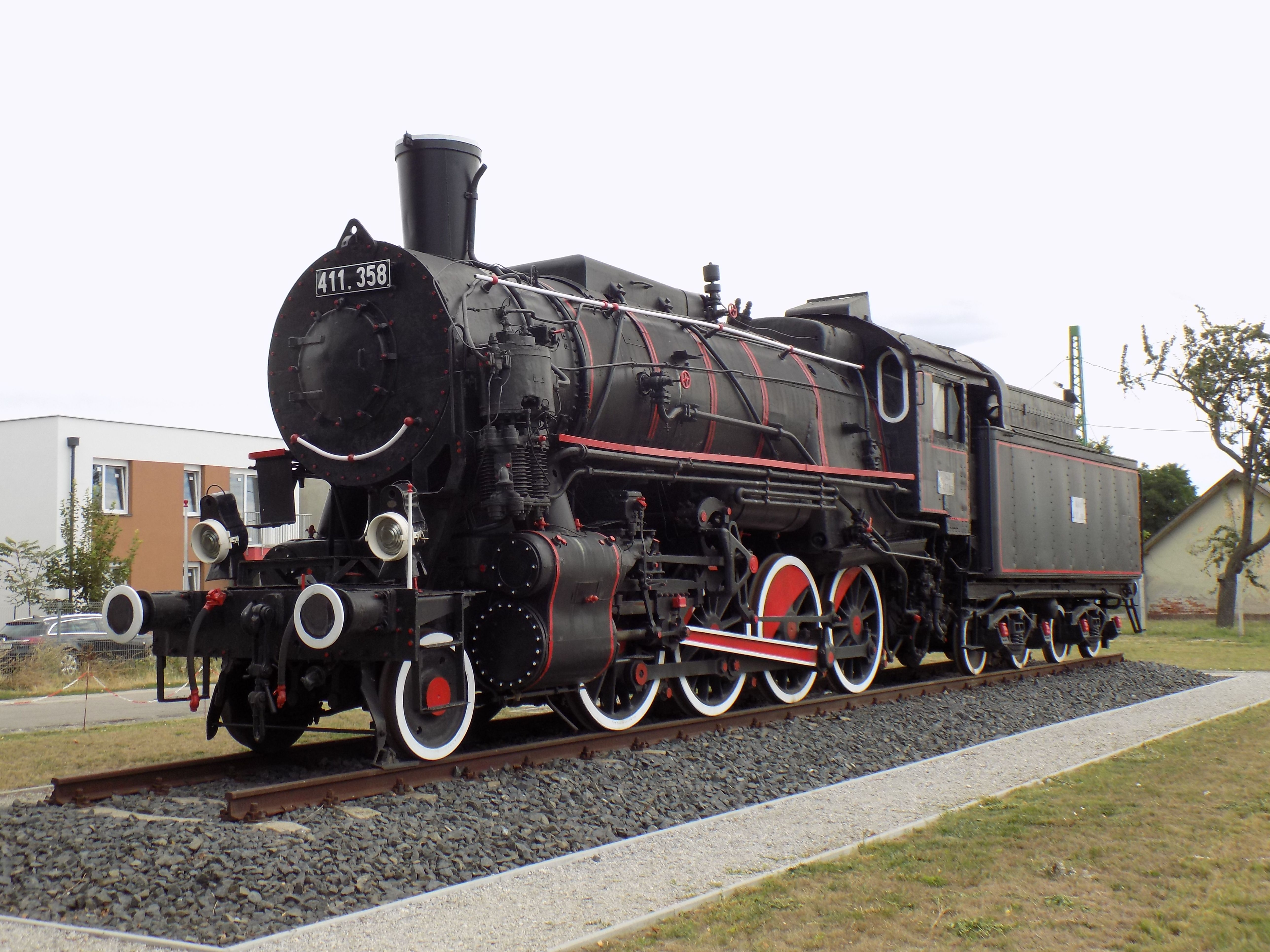
Szobormozdony Hegyeshalom vasútállomáson

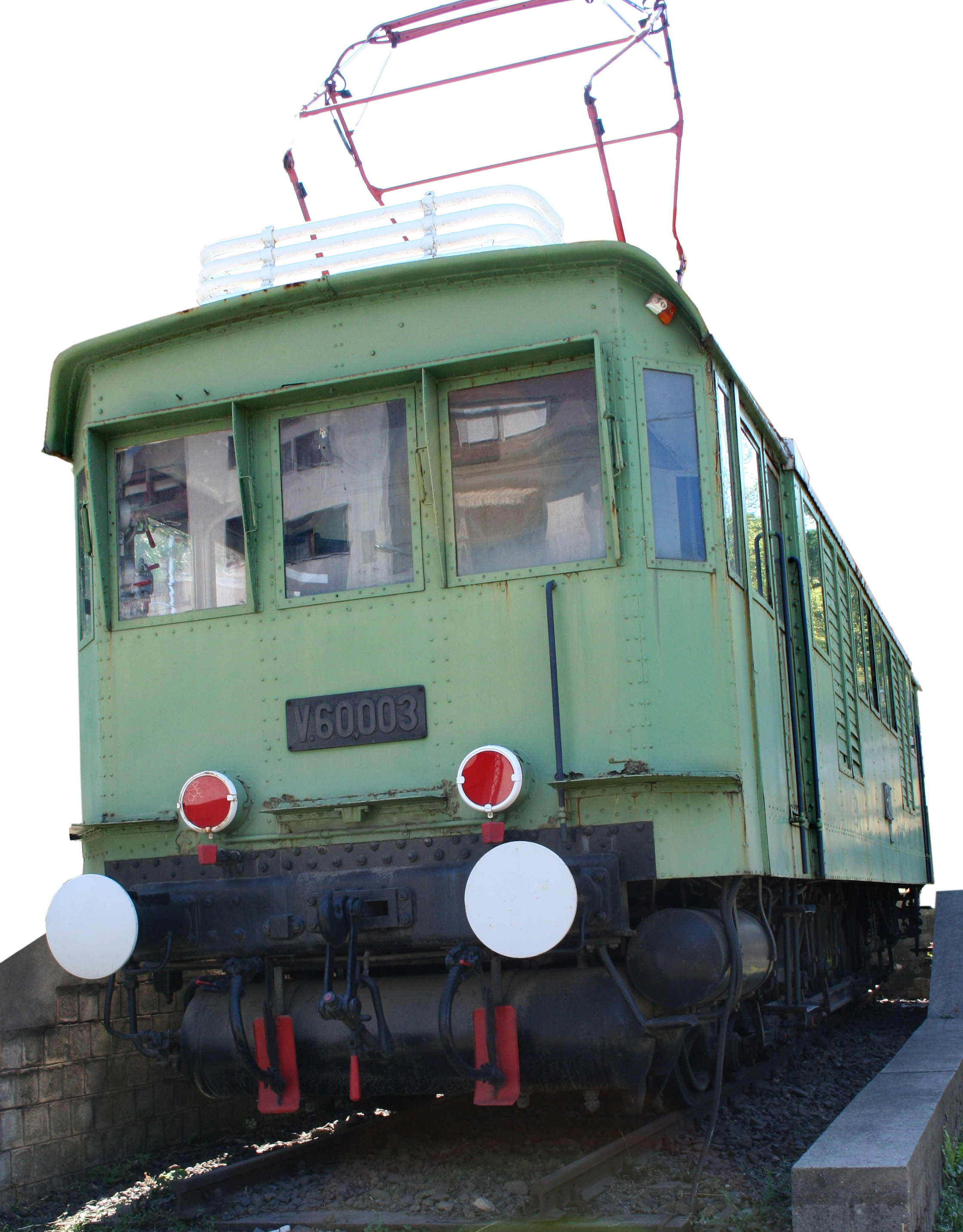
A MÁV V60-as Kandó-mozdony a Budapesti Műszaki Főiskola (Ma Óbudai Egyetem) Kandó Kálmán Villamosmérnöki Karának Bécsi úti épülete előtt állt mint szobormozdony

A már leállított, többé már nem használt mozdonyokat gyakran nem szétvágják, hanem egy állomás vagy múzeum előtt kiállítják. Az így kiállított, dísznek megtartott mozdonyokat röviden csak szobormozdonynak nevezzük.
Magyarországon több vasútállomás előtt is láthatunk ilyen emlékeket, leggyakrabban gőzmozdonyokat, de előfordulhat dízel- vagy villamosmozdony is. A szobormozdony nem egyenlő a forgalomból már kivont, tárolásra félreállított mozdonyokkal vagy a fűtőgéppé alakított egykori mozdonyokkal.

## Díszként kiállított magyarországi szobormozdonyok listája (üzemképtelen)
- 106,4125 – Pocsaj – Esztár
- 275,015 – Zalaegerszeg
- 275,020 – Pécs
- 275,040 – Balatonszemes
- 275,052 – Celldömölk
- 275,064 – Nyíregyháza – Sóstó
- 275,118 – Cegléd vasútállomás
- 275,120 – Tiszafüred
- 301,016 – Magyar Vasúttörténeti Park (Füsti)
- 324,1518 – Sopron
- 326,136 – Debrecen
- 326,209 – Magyar Vasúttörténeti Park (Füsti)
- 326,274 – Békéscsaba
- 326,321 – Újpest – Autósklub
- 326,369 – Hévíz (Mozdonytorzó)
- GySEV 17 (MÁV 326) – Magyar Vasúttörténeti Park (Füsti)
- 370,006 – Szeged
- 370,011 – Füsti
- 375,008 – Csopak
- 375,1011 – Pusztaszabolcs
- 375,1025 – Békéscsaba
- 375,1029 – Vác
- 375,1031 – Veszprém
- 375,1032 – Magyar Vasúttörténeti Park (Füsti)
- 375,1503 – Záhony
- 375,1517 – Gyékényes
- 375,1522 – Somogyszob
- 375,551 – Szeged
- 375,577 – Sátoraljaújhely
- 375,583 – Kiskunhalas
- 375,642 – Kőszeg
- 375,660 – Eger
- 375,680 – Balatonalmádi
- 375,694 – Nyíregyháza
- 375,896 – Nagykanizsa
- 375,001 – Balatonfűzfő
- 376,450 – Budapest, Andor utca
- 376,513 – Mátészalka
- 376,531 – Mezőkövesd
- 376,578 – Püspökladány
- 376,589 – Budakeszi
- 376,615 – Ajka
- 376,633 – Baja
- 376,642 – Kaposvár vasútállomás
- 376,649 – Siófok
- 377,002 – Miskolc
- 377,041 – Magyar Vasúttörténeti Park (Füsti)
- 377,092 – Balassagyarmat
- 377,458 – Budafok
- 377,210 – Salgótarján
- 377,265 – Bélapátfalva
- 377,269 – Békés
- 377,493 – Magyar Vasúttörténeti Park (füsti)
- 377,503 – Zalaegerszeg
- BHÉV 28 (MÁV 377) – Szentendre
- BHÉV 30 (MÁV 377) – Ercsi
- Gázmű 3 (MÁV 377) – Szentes
- 411,264 – Hatvan
- 411,358 – Hegyeshalom vasútállomás
- 520,030 – Fertőboz
- 520,034 – Magyar Vasúttörténeti Park (Füsti)
- 520,075 – Hatvan
- 424,001 – Magyar Vasúttörténeti Park (Füsti) (átmenetileg)
- 424,124 – Dombóvár
- 424,129 – Celldömölk
- 424,140 – Fertőboz
- 424,284 – Istvántelki Főműhely
- 424,309 – Nagykanizsa
- 424,320 – Szolnok
- 424,353 – Tokaj
- 424,365 – Magyar Vasúttörténeti Park (Füsti)
- 490,041 – Szombathely (MÁV igazgatóság)
- BHÉV L VI – Budapest, Cinkota HÉV állomás
- GV 3729 – Fehérgyarmat
- GV 5712 – Balatonfenyves GV
- A23 064 – Rácalmás
- M40,103 – Rácalmás
- M44 062 – Szolnok Jjü

## Külföldi szobormozdonyok

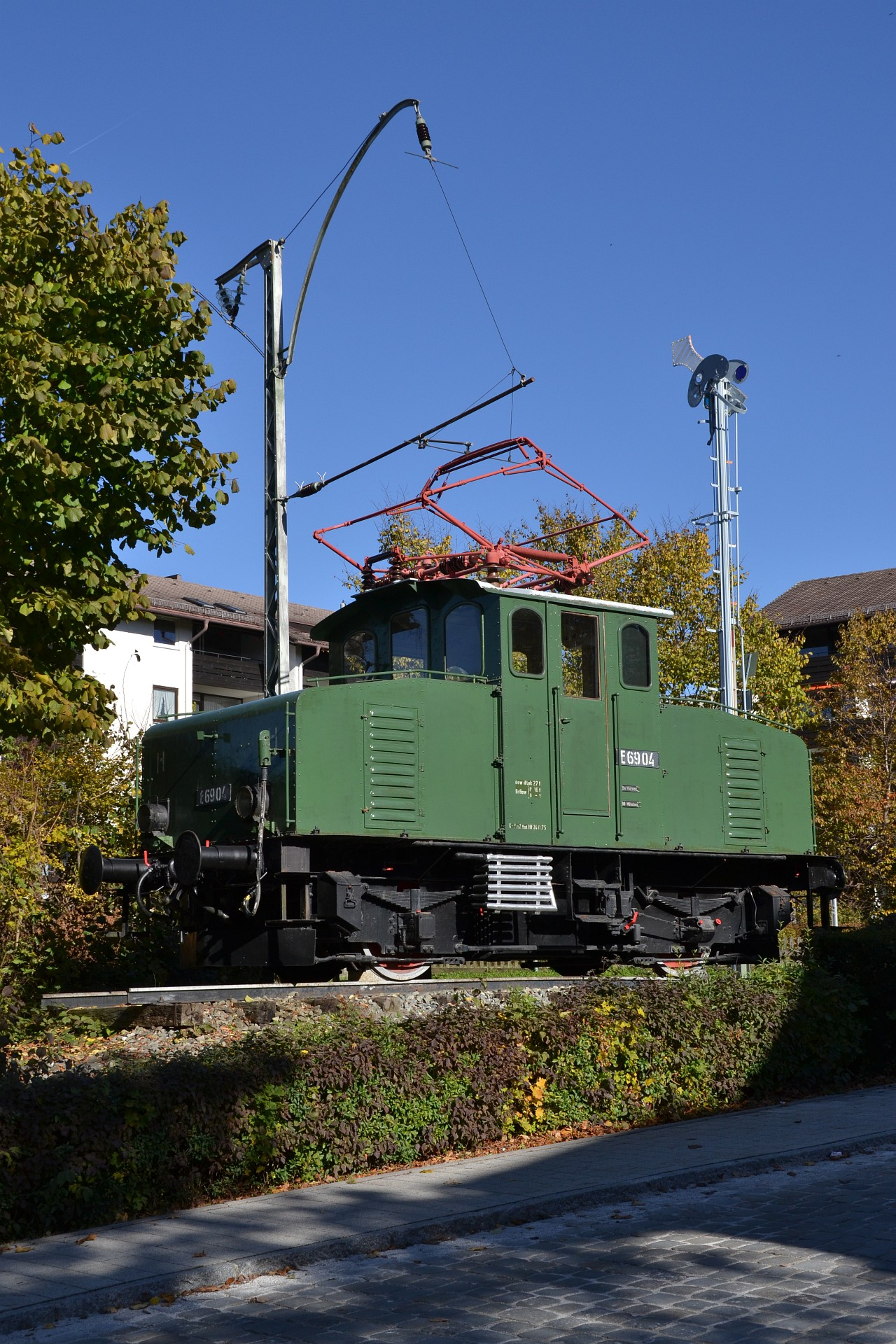
E69 sorozatú mozdony Murnau állomáson

Néhány példa külföldi szobormozdonyokra:
- Murnau vasútállomás, Németország: E69 04 villamos mozdony
- Bad Neusiedl am See (Nezsider-fürdő): GySEV 122
- Wulkaprodersdorf (Vulkapordány), Ausztria: GySEV 377,942
- Bahnhof Payerbach-Reichenau, Ausztria: ÖBB 95.112
- Krakkó egyetemi campus, Lengyelország: PKP Ty2 559
- Bahnhof Freilassing, Németország: E16 villamos mozdony
- Apizaco, Tlaxcala állam, Mexikó: La Maquinita
- Kavacsinagano, Oszaka prefektúra, Japán: 375,1026-os exMÁV gőzmozdony[1]

## Lásd még
- Kiállított személykocsik